# Philip Snowden
Philip Snowden, 1. wicehrabia Snowden (ur. 18 lipca 1864 w Cowling, Yorkshire, zm. 15 maja 1937 w Tilford, Surrey) – brytyjski polityk, członek Partii Pracy i Narodowej Partii Pracy, kanclerz skarbu w gabinetach Ramsaya MacDonalda.
Był synem tkacza i działacza ruchu czartystów. Początkowo był członkiem Partii Liberalnej, ale później przeszedł do Niezależnej Partii Pracy. W 1905 r. poślubił sufrażystkę Ethel Annakin. W 1906 r. został wybrany do Izby Gmin jako reprezentant okręgu Blackburn. Podczas I wojny światowej pomagał osobom, które nie służyły w armii z powodów światopoglądowych (conscientious objector). Snowden przegrał wybory parlamentarne w 1918 r. Do parlamentu powrócił w 1922 r. z okręgu Colne Valley.
Kiedy w styczniu 1924 r. Ramsay MacDonald stanął na czele pierwszego laburzystowskiego rządu, Snowden został kanclerzem skarbu. Snowden obniżył część podatków oraz zlikwidował część ceł, ale nie zrealizował wszystkich socjalistycznych propozycji Partii Pracy. Stanowisko Kanclerza utracił po przegranych wyborach w 1924 r. Po powrocie Partii Pracy do władzy w 1929 r. Snowden ponownie został kanclerzem skarbu. Utrzymał się na tym stanowisku po powołaniu rządu narodowego w 1931 r. Za przystąpienie do tego rządu został wydalony z Partii Pracy.
W tej sytuacji Snowden, razem z MacDonaldem i Jamesem Henrym Thomasem, założyli Narodową Partię Pracy. W przemówieniu radiowym na antenie BBC 16 października Snowden określił politykę Partii Pracy mianem „bolszewickiego obłędu” i porównał ją z własnym „ewolucyjnym socjalizmem”. Zdecydował się nie startować w wyborach 1931 r. jako 1. wicehrabia Snowden zasiadł następnie w Izbie Lordów i otrzymał stanowisko lorda tajnej pieczęci.
Snowden zrezygnował w 1932 r. w proteście przeciwko przyjęciu ceł protekcjonistycznych. Zmarł w 1937 r. Wraz z jego śmiercią wygasł tytuł parowski.